# ラゴス国立競技場
ラゴス国立競技場は、ナイジェリアの都市ラゴスにあるスタジアム。FIFAワールドカップ予選やアフリカネイションズカップなど様々な国際大会が行われ、1973年に開催されたアフリカ競技大会ではメイン会場となった。

## 歴史
2002年以降、保守管理が適正に行われておらず、荒廃した状態が続いていた。2004年にサッカーの代表戦が行われて以降たまに宗教の集会が行われる程度であり、エリアボーイズと呼ばれる少年達の不法占拠が問題となっていた。しかし2009年、国立スポーツ委員会は世界基準のスタジアムに改修する準備を始めている。

## 収容人員
1972年完成当時の収容人数は55,000人で、1999年の改修時に45,000人と減少した。アフリカネイションズカップ1980決勝戦のナイジェリア代表対アルジェリア代表では85,000人を収容した。